# D&D (groupe)
Pour les articles homonymes, voir D&D.
D&D (prononcé à l'anglaise "D and D", pour Dance & Dream) est un groupe féminin de J-pop actif de 1996 à 1998.

## Histoire
Le groupe est créé en 1996, alors formé de trois idoles japonaises : la chanteuse principale Olivia (16 ans) et les choristes Chikano (15 ans) et Aya (14 ans). Durant les trois années suivantes, le trio sort sur le label avex trax cinq singles et un album, classé 5e des ventes à l'oricon. Mais en 1998, Olivia est repérée par le producteur vedette Tetsuya Komuro, qui la débauche du groupe pour lui faire enregistrer un single avec lui et Jean Michel Jarre pour servir de thème à la coupe du monde de football 1998 (Together Now), avant de la lancer en solo l'année suivante.
Les deux autres membres de D&D continuent ensemble en duo, sous le nom Aya & Chika from D&D, et sortent encore durant un an deux singles, dont le dernier sert de générique d'ouverture à la série anime adaptée du jeu vidéo Power Stone. Mais alors qu'un troisième single était annoncé pour juillet 1999, le groupe est dissous. Aya et Chika rejoignent cependant ensemble l'année suivante un nouveau groupe, Hipp's, qui se séparera en 2002.

## Membres
- Olivia : Olivia Lufkin (née le 9 décembre 1979)
- Chikano (ou Chika) : Chikano Higa (比嘉千賀乃?, née le 15 novembre 1980)
- Aya : Aya Uehara (上原あや?, née le 6 mai 1982)

## Discographie

### Singles
D&D
Aya & Chika from D&D

### Participations
- 1997.07.24 : Velfarre J-Pop Night presents Dance with You (Album de reprises dont deux par D&D : Watashi no Aoi Tori et Cinderella Honeymoon)
- 1999.08.11 : Power Stone Round 1 (Bande originale du jeu vidéo avec le titre Rise in my heart (TV Edit) de Aya & Chika)
- 2003.07.30 : Avex 15th Anniversary Compilation J-Pop Vol.1 (Compilation incluant le titre Love is a Melody)
- 2004.08.04 : Super Eurobeat Vol.150 (Compilation megamix incluant 6 titres de D&D et les 4 de Aya & Chika : Love Is A Melody, Shape Up Love, Together Forever, Brand New Love, Rememberring Yesterday, Be My Lover, In Your Eyes, Kiss In The Sun, Dancin' My Heart, Rise In My Heart, Waitin' For Heaven)
- 2005.03.30 : Super Euro Groove ~J-Euro Non Stop Special Edition~ (Compilation megamix incluant 4 titres de D&D et 2 de Aya & Chika :  In Your Eyes, Love is a Melody, Kiss in the Sun, Together Forever, Rise In My Heart, Remembering Yesterday)

## Liens
- (ja) Site officiel
- (ja) Profil officiel Aya & Chika
- (ja) Fan site japonais